# Bay Lake (Florida)
Bay Lake ist eine Stadt im Orange County im US-Bundesstaat Florida.
Das U.S. Census Bureau hat bei der Volkszählung 2020 eine Einwohnerzahl von 29 ermittelt.

## Geographie
Bay Lake bildet zusammen mit der östlich angrenzenden Stadt Lake Buena Vista das Walt Disney World Resort, ein Komplex mehrerer Freizeitparks, und ist im Besitz der The Walt Disney Company. Die Stadt liegt rund 20 Kilometer südwestlich von Orlando.

## Demographische Daten
Laut der Volkszählung 2010 verteilten sich die damaligen 47 Einwohner auf 12 Haushalte. Die Bevölkerungsdichte lag bei 0,8 Einw./km². 89,4 % der Bevölkerung bezeichneten sich als Weiße und 6,4 % als Asian Americans. 4,3 % gaben die Angehörigkeit zu mehreren Ethnien an. 17,0 % der Bevölkerung bestand aus Hispanics oder Latinos.
Im Jahr 2010 lebten in 29,4 % aller Haushalte Kinder unter 18 Jahren sowie 29,4 % aller Haushalte Personen mit mindestens 65 Jahren. 88,2 % der Haushalte waren Familienhaushalte (bestehend aus verheirateten Paaren mit oder ohne Nachkommen bzw. einem Elternteil mit Nachkomme). Die durchschnittliche Größe eines Haushalts lag bei 2,76 Personen und die durchschnittliche Familiengröße bei 2,93 Personen.
23,4 % der Bevölkerung waren jünger als 20 Jahre, 19,2 % waren 20 bis 39 Jahre alt, 29,9 % waren 40 bis 59 Jahre alt und 27,6 % waren mindestens 60 Jahre alt. Das mittlere Alter betrug 47 Jahre. 48,9 % der Bevölkerung waren männlich und 51,1 % weiblich.
Das durchschnittliche Jahreseinkommen lag bei 76.875 $, dabei lebte niemand unter der Armutsgrenze.
Im Jahr 2000 war Englisch die Muttersprache von 100 % der Bevölkerung.

## Verkehr
Bay Lake liegt in direkter Nähe der Interstate 4, des U.S. Highway 192 (SR 530) sowie der Florida State Road 429 (Daniel Webster Western Beltway, mautpflichtig). Der nächste Flughafen ist der Orlando International Airport (rund 30 km östlich).